# Mackenzie Arnold
Mackenzie Elizabeth Arnold (* 25. Februar 1994 in Gold Coast, Queensland) ist eine australische Fußballspielerin auf der Position des Torwarts. Sie spielt seit 2024 in der National Women’s Soccer League für den Portland Thorns FC.

## Karriere

### Vereine
Die an der Ostküste geborene Arnold spielte zunächst von 2011 bis 2012 beim Westküstenverein Perth Glory, wechselte dann zum Hauptstadtclub Canberra United und 2013 in die Metropole Sydney. Zur Saison 2014 kehrte sie zu Perth Glory zurück. 2016 wechselte sie an die Ostküste zu Brisbane Roar, wo sie Nachfolgerin der ehemaligen deutschen Nationaltorhüterin Nadine Angerer wurde, die ihre Karriere beendet hatte. Nach Plätzen im unteren Mittelfeld in den ersten Spielzeiten, wurde die reguläre Saison 2017/18 auf dem ersten Platz beendet, wobei sie in sechs Spielen ohne Gegentor blieb. Im Halbfinale der Finalspiele wurde aber mit 0:2 gegen Melbourne City verloren. Den australischen Winter überbrückte sie im norwegischen Sommer bei Arna-Bjørnar. Hier blieb sie nur beim 4:0-Sieg gegen den späteren Tabellenletzten Grand Bodø ohne Gegentor. Arna-Bjørnar beendete die Saison auf dem dritten Platz. Ab November spielte sie dann wieder in Brisbane. Die reguläre Saison wurde auf dem zweiten Platz beendet, im Halbfinale dann mit 1:2 gegen Sydney FC verloren. Vor Beginn der Saison 2019/20 hatte sie ein kurzes Engagement bei den Chicago Red Stars, wo sie allerdings nur sechsmal auf der Bank saß. Von November 2019 bis März 2020 spielte sie dann wieder für Brisbane Roar. Im Juli 2020 erhielt sie dann einen Vertrag bei West Ham United.
Im Juli 2024 erhielt sie einen Vertrag bis 2026 mit der Option für eine weitere Saison beim Portland Thorns FC.

### Nationalmannschaft

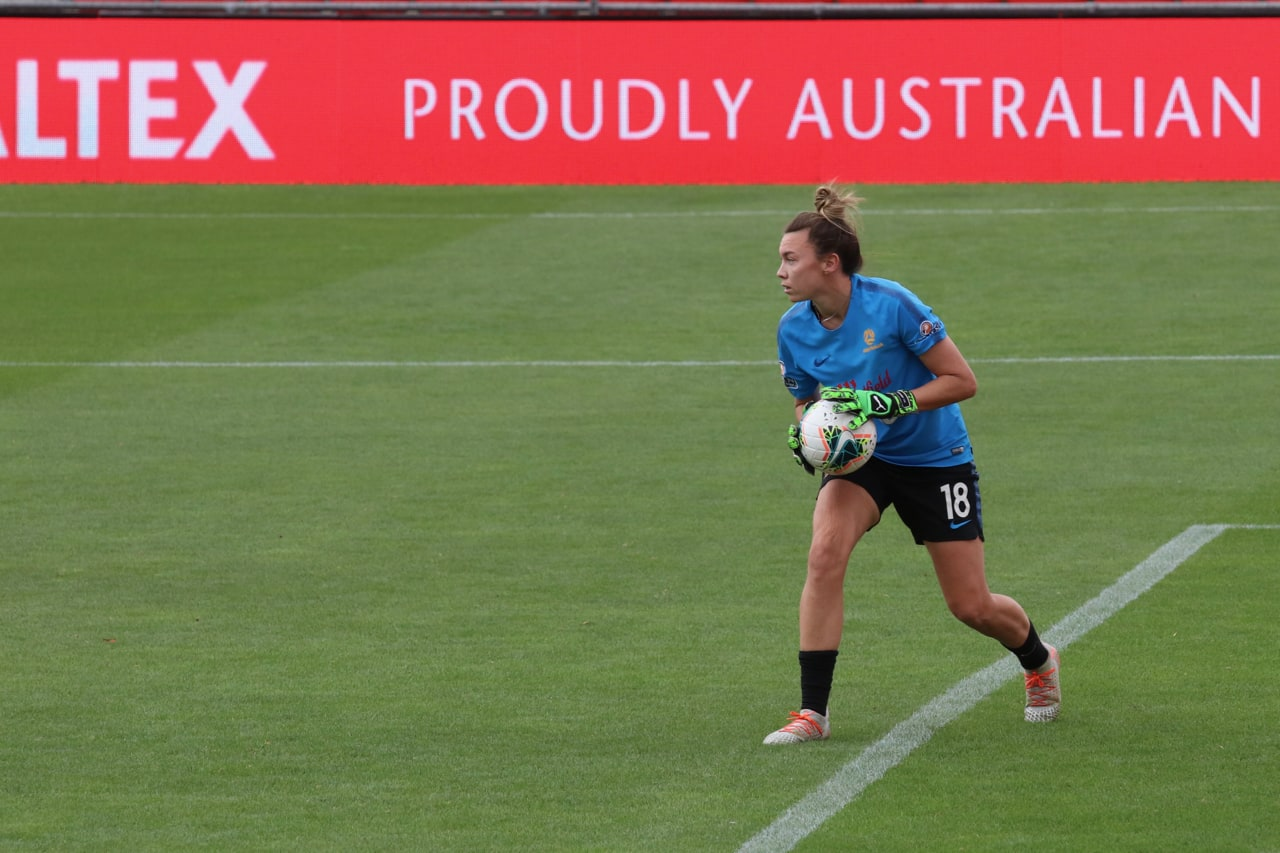
Mackenzie Arnold beim Training mit Australien 2021

Am 20. November 2012 bestritt sie gegen die Republik China (Taiwan) ihr erstes Länderspiel für die Australische Fußballnationalmannschaft der Frauen. Für die Fußball-Asienmeisterschaft der Frauen 2014, bei der Australien den Titel nicht verteidigen konnte, wurde sie nicht nominiert. Für den Zypern-Cup 2015 wurde sie dann nominiert und kam in drei Spielen zum Einsatz, u. a. beim 6:2 im Spiel um Platz 5 gegen Tschechien. Am 12. Mai 2015 wurde sie auch für den australischen WM-Kader 2015 nominiert. Mit einer Größe von 1,79 m war sie die größte der drei Torhüterinnen im Kader. Sie kam aber nicht zum Einsatz.
Sie wurde auch für das olympische Fußballturnier in Rio de Janeiro nominiert. Sie hatte aber nur einen Einsatz beim 6:1-Sieg im Gruppenspiel gegen Simbabwe.
Bei der Fußball-Asienmeisterschaft der Frauen 2018 wurde sie nur im zweiten Gruppenspiel gegen Vietnam und im Halbfinale gegen Thailand eingesetzt. Mit dem Erreichen des Halbfinales hatten sich die Australierinnen bereits für die WM 2019 qualifiziert. Im Halbfinale kam es zum Elfmeterschießen, bei dem sie drei Elfmeter halten konnte.
Am 14. Mai 2019 wurde sie für die WM nominiert. Bei der WM, bei der die Australierinnen im Achtelfinale gegen Ex-Weltmeister Norwegen nach Elfmeterschießen ausschieden, kam sie aber nicht zum Einsatz. In der erfolgreich absolvierten Qualifikation für die Olympischen Spiele 2020 kam sie einmal zum Einsatz.
Im Juni 2021 wurde sie für die wegen der COVID-19-Pandemie um ein Jahr verschobenen Olympischen Spiele zunächst als Backup nominiert. Nach Aufstockung der Kader wegen der Pandemie gehörten auch die Backups zum Kader. Arnold kam aber nicht zum Einsatz.
Am 3. Juli 2023 wurde sie für die WM-Endrunde in ihrer Heimat nominiert. Am 12. August 2023 hielt sie im Viertelfinale gegen Frankreich im Elfmeterschießen drei Schüsse und sicherte der Nationalmannschaft den Halbfinaleinzug. Von der FIFA wurde sie als "Player of the match" ausgezeichnet. Durch eine 1:3-Halbfinalniederlage gegen die Engländerinnen verpassten sie das Finale und verloren dann auch das Spiel um Platz 3 gegen Schweden.
Bei den Olympischen Spielen 2024 stand sie in den drei Gruppenspielen im Tor und musste zehn Gegentore hinnehmen. Mit nur einem Sieg schieden die Matildas nach der Vorrunde aus.

## Erfolge
- Vierter Weltmeisterschaft 2023
- 2017: Gewinn des Tournament of Nations
- 2019: Gewinn des Cup of Nations

## Privatleben
Im April 2023 machte sie öffentlich, dass sie schlecht hört und Hörgeräte benutzt.